# Василец, Максим Юрьевич
Макси́м Ю́рьевич Василе́ц (укр. Максим Юрійович Василець; 15 августа 2005, Ирпень) — украинский футболист, полузащитник киевского «Динамо», выступающий на правах аренды за луганскую «Зарю».

## Клубная карьера
Родился в городе Ирпень Киевской области. В юношеских областных турнирах и ДЮФЛУ выступал за «Каскад» (Бровары), "Арсенал (Белая Церковь) и «Динамо» (Киев). В начале июля 2022 года переведён в юношескую (U-19) команду «Динамо».
В середине марта 2024 года отправился в аренду в «Зарю», где также играл за юношескую команду луганчан. Впервые в заявку «мужиков» попал 25 ноября 2024 года на ничейный (1:1) выездной поединок 14-го тура Премьер-лиги Украины против житомирского «Полесья», но просидел все 90 минут на скамейке запасных. До завершения 2024-го календарного года всего трижды попал в заявку «Зари» на матчи высшего дивизиона чемпионата Украины, но ни в одном из них на поле не появлялся. В конце декабря 2024 года вернулся в расположение «Динамо», но уже в конце следующего месяца снова перешел в аренду к «Заре», рассчитанную до конца сезона 2024/25. В Премьер-лиге Украины дебютировал 23 февраля 2025 года в проигранном (1:2) выездном поединке 18-го тура против «Александрии». Максим вышел на поле в стартовом составе, а на 62-й минуте его заменил Александр Яцик.

## Карьера в сборной
На международном уровне дебютировал за юношескую сборную Украины (U-17) 13 ноября 2021 года в победном (3:0) домашнем поединке 11-й группы квалификации юношеского (U-17) чемпионата Европы против сверстников из Казахстана. Василец вышел на поле в стартовом составе, а на 46-й минуте его заменил Назар Янчишин. В общей сложности с 2021 по 2022 год провёл 5 матчей в футболке команды U-17.
В футболке юношеской сборной Украины (U-19) дебютировал 10 октября 2023 года в проигранном (2:4) выездном товарищеском поединке против юношеской сборной Южной Кореи (U-18) на 24-й минуте. Максим вышел на поле в стартовом составе, на 24-й минуте отличился своим первым голом на международном уровне, а на 61-й минуте его заменил Дмитрий Годя. В общей сложности за команду U-19 провёл 3 матча и отличился 1-м голом.